# 區議會資格審查委員會
區議會資格審查委員會（英語：District Council Eligibility Review Committee）是香港負責審查並確認香港特別行政區區議會議員候選人的機構，於2023年成立。
目前區議會資格審查委員會的成立，已獲立法會三讀通過，相關法例已刊登憲報正式生效實施，在2023年區議會選舉中首次正式運作。
區議會資格審查委員會成員包括，一名主席， 2 名至 4 名的官守成員及 1 名至 3 名的非官守成員。資格審查委員會的每名成員，均由行政長官藉憲報公告委任。
根據立法建議的規定，區議會資格審查委員會，須要向詢香港特別行政區維護國家安全委員會 （國安委） 徵詢，該區議員候選人是否不符合擁護《香港特別行政區基本法》、效忠中華人民共和國香港特別行政區的法定要求和條件，及需根據國安委給予的意見作出決定。

## 委員會成員

### 主席
- 政務司司長：陳國基

#### 官守成員
- 政制及內地事務局局長：曾國衞
- 保安局局長：鄧炳強
- 民政及青年事務局局長：麥美娟

### 非官守成員
- 譚惠珠
- 黃玉山
- 莫樹聯